# Irmi Eisenbarth
Irmi Eisenbarth (bürgerlich Irmgard Eisenbarth, * 29. November 1981 in München) ist eine deutsche Hochschullehrerin. Sie arbeitet an der Fakultät für Tourismus der Hochschule für angewandte Wissenschaften München auf dem Gebiet der Gastronomie.
Irmi Eisenbarth stammt aus der Münchner Gastronomen-Familie Eisenbarth, die unter anderem seit 1977 das Café Guglhupf in der Nähe des Marienplatzes betreibt. Von 2001 bis 2007 studierte sie in direktem Anschluss an das Abitur, das sie am Münchner Maximiliansgymnasium absolvierte, Betriebswirtschaftslehre an der Universität Bayreuth. Anschließend war sie bis 2010 als Unternehmensberaterin beruflich tätig.
2013 wurde sie am Lehrstuhl für Internationales Management der Universität Bayreuth bei Reinhard Meckl mit einer Arbeit zur Optimierung betriebswirtschaftlicher Transaktionen (Mergers & Acquisitions) zur Dr. rer. pol. promoviert.  Bis Oktober 2016 betrieb sie in München-Schwabing das Café Gaumenhupf. Im Oktober 2016 erhielt sie eine Professur an der Fakultät für Tourismus der Hochschule für angewandte Wissenschaften München und beschäftigt sich dort mit Gastronomiemanagement und Existenzgründung.